# Saint-Sulpice-et-Cameyrac
 Saint-Sulpice-et-Cameyrac  es una población y comuna francesa, situada en la región de Aquitania, departamento de Gironda, en el distrito de Burdeos y cantón de Carbon-Blanc.

## Demografía
| 1142 | 1406 | 1936 | 3215 | 3520 | 3932 |
| Para los censos de 1962 a 1999 la población legal corresponde a la población sin duplicidades (Fuente: INSEE [Consultar]) |      |      |      |      |      |

## Monumentos
El monumento a los muertos de la guerra de 1914-1918 en Saint-Sulpice-et-Cameyrac es una obra de 1921, del escultor Edmond Chrètien.